# Megistone
Il megistone (o megiston, immaginato alla fine degli anni settanta da Hugo Steinhaus) è un numero molto grande che, nella notazione Steinhaus-Moser, si esprime con un dieci in un circolo (⑩).
Un tale numero in matematica non ha un significato particolare ed è decisamente inutile per misurare una qualunque grandezza nella realtà, in quanto l'ordine di grandezza del megistone potrebbe essere comparabile al numero di elettroni che potrebbero esistere durante tutto il tempo nell'universo.
Il megistone è anche uno dei più grandi numeri interi finiti a cui si sia dato un nome, e uno dei più grandi rappresentabili con un singolo simbolo: nello specifico, secondo il Guinness dei primati, è il secondo numero più grande dopo il numero di Graham.

## Numero
Nella notazione Steinhaus-Moser si utilizza un numero inscritto in una forma geometrica per rappresentare nn: ponendo n = 10, si arriva al megistone in questo modo:
- = nn
- =   ...  (n triangoli elevati a n triangoli, n triangoli volte)
- =   ...  (n quadrati elevati a n quadrati, n quadrati volte)

Usando potenze e tetrazioni, il megistone può essere espresso con il valore di {\displaystyle ^{^{10}10}10^{10}}.

### Mega
Un numero molto grande, ma inferiore al megistone, rappresentabile con lo stesso metodo è conosciuto come mega e viene trascritto come un 2 in un cerchio ovvero ②. La sua grandezza e significato sono riconducibili, seppur in maniera ridotta, al megistone.

Un mega equivale esattamente a 
Tale risultato si può ottenere con un normale PC a 64-bit; al contrario, è molto difficile riuscire a calcolare un megistone.